# Picea glehnii
Picea glehnii (ялина сахалінська, ялина Ґлена, яп. アカエゾマツ, ака-езомацу) — вид роду ялина родини соснових. Вид названо на честь російсько-балтійсько-німецького ботаніка, таксономіста, дослідника річок Сахаліну та Амуру, географа та гідрографа Петера фон Ґлена (нім. Peter von Glehn).

## Поширення, екологія
Країни поширення: Росія: південний Сахалін і Курили; Японія: Курили, Хоккайдо і північний Хонсю. Зростає від близько рівня моря до 1650 м над рівнем моря. Зазвичай росте на скелястих, північно-західних гірських схилах з підзолистими ґрунтами. Клімат холодний, вологий, морський, з рясними опадами протягом усього року, більш ніж 1500 мм на рік, кількість їх різко збільшується з висотою. Росте у чистих насадженнях, або в суміші з Picea jezoensis та / або Abies sachalinensis; на більш низьких висотах з широколистими деревами, наприклад, Ulmus japonica, Tilia maximowicziana і Acer pictum.

## Опис

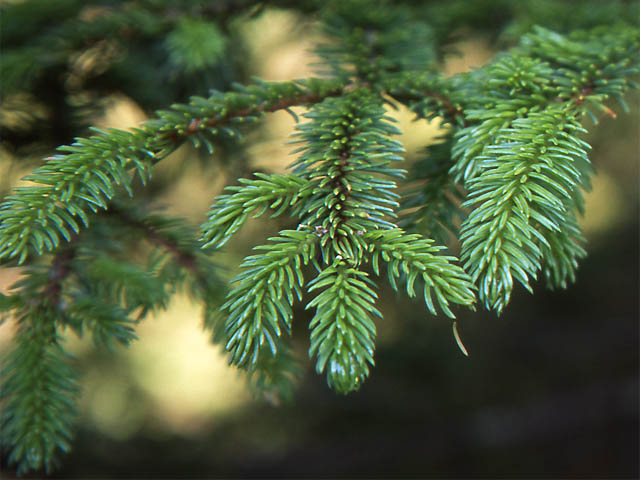
Гілка

Однодомне вічнозелене дерево до 30 м заввишки і 100 см діаметром на рівні грудей. Кора сіро-коричнева, потріскана, лущиться. Листки 8–12 мм завдовжки, ≈ 1 мм в поперечнику, на вершині загострені, темно-зелені. Квітки (що з'являються в червні) поодинокі, верхівкові на пагонах попереднього року. Пилкові шишки циліндричні, на струнких стеблах ≈ 2 мм, червоно-коричневі, 7–14 мм завдовжки, шириною 4 мм, з численними тичинками. Насіннєві шишки майже сидячі, циліндричні, червоно-фіолетові; після дозрівання (у вересні) коричневі, довжиною 3–5 см, шириною 2–2,5 см. Насіння обернено-яйцювате, світло-коричневе, ≈ 3 мм, ширина 1,5 мм; крила обернено-яйцюваті, світло-коричневі, 5–6 мм завдовжки, 3–4 мм шириною. Число хромосом 2n = 24.

## Використання
Деревина має тільки місцеве значення використовується для будівництва і столярних виробів. Вид введений в Європі та Північній Америці, але залишається значною мірою обмеженим кількома колекціями ботанічних садів і дендраріїв, в основному в холодних зимових регіонах.

## Загрози та охорона
Вирубка мала значний вплив на Сахаліні; більшість лісів, що містили вид були вирубані до 1945 року. У Японії перетворення природних лісів на плантації мало обмежений ефект. Невелика популяція на Хонсю (≈ 200 дорослих дерев) знаходиться в охоронній зоні. Записаний в охоронних територіях на Хоккайдо. Дуже небагато охоронних територій в даний час є на Сахаліні, і неясно, чи цей вид зустрічається в них.